# たそがれ (バラ)

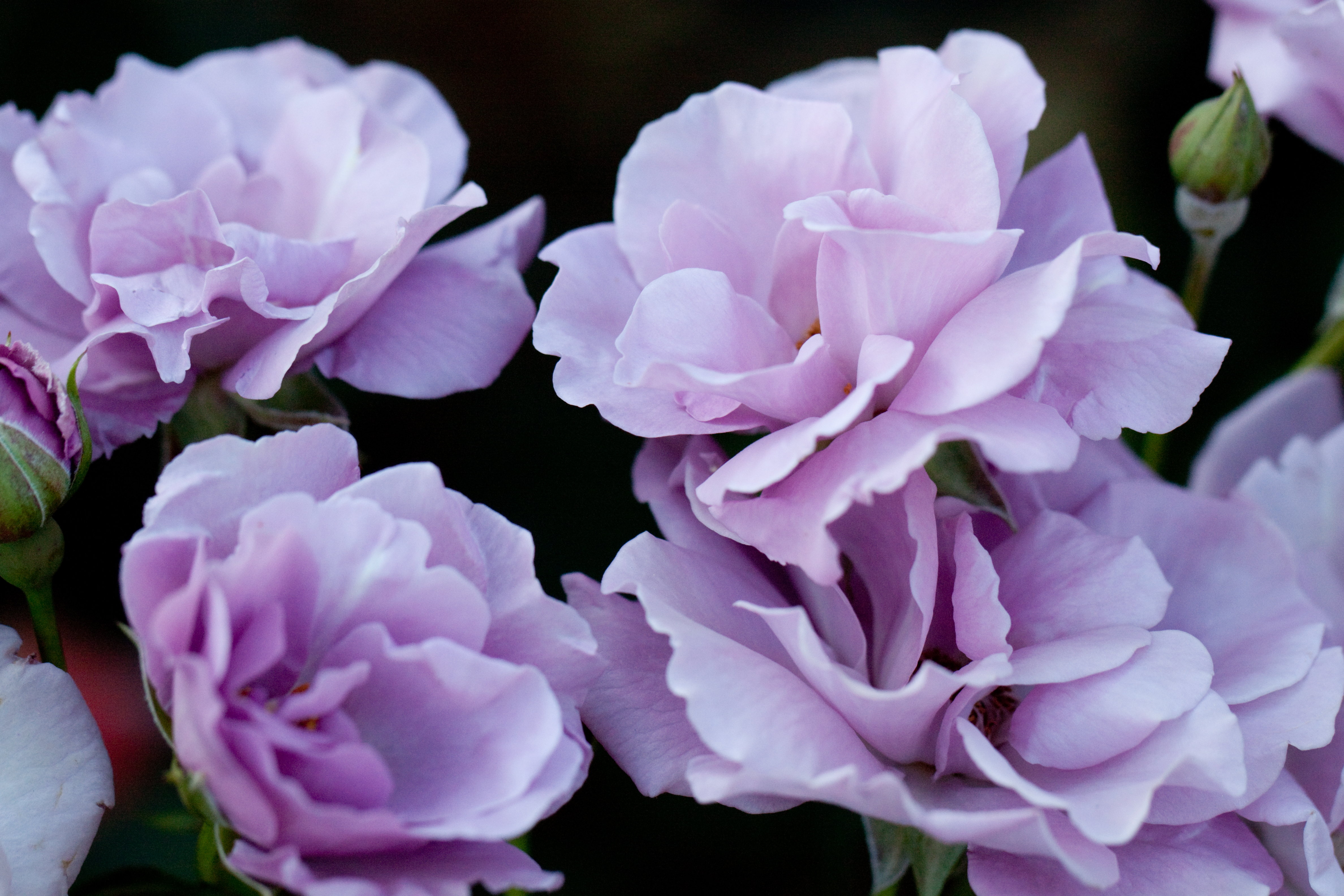
たそがれ

たそがれは、バラの園芸品種の1つ。1977年に日本で、小林森治によって作出された。
フロリバンダ系の四季咲きのバラ。交配種は、(Gletscher×(Gletscher×スターリングシルバー))。樹高は1m、株張りが1mで、横に張り出す。半八重咲・中輪の淡い藤色または濃いラベンダー色の花を付ける。花径7cm、花弁数は15-20枚。花保ちはあまりよくないが、花付きがよく、満開時には圧巻の花が咲く。花の香りはわずか。四季咲きだが、春の一番花が咲いた後、花付きが悪くなる。ただ、成木になると秋に返り咲くようになる。矮性種なのでスタンダード仕立てに向くと書くもの、鉢植えに向くと書く本もある。棘は少ない。うどん粉病には注意が必要。シュートの発生は少ない。井上謙二によって発見された枝変わりに、「つるたそがれ」がある。枝が太くなりすぎず、誘引しやすい。

### 注
1. ↑  鈴木省三の『バラ花図譜』では、1972年作出と書かれている[3]。
2. ↑  鈴木省三の『バラ花図譜』では、順序が入れ替わっており、(Gletscher×(スターリングシルバー×Gletscher))[3]。